# Cynthia Olavarría

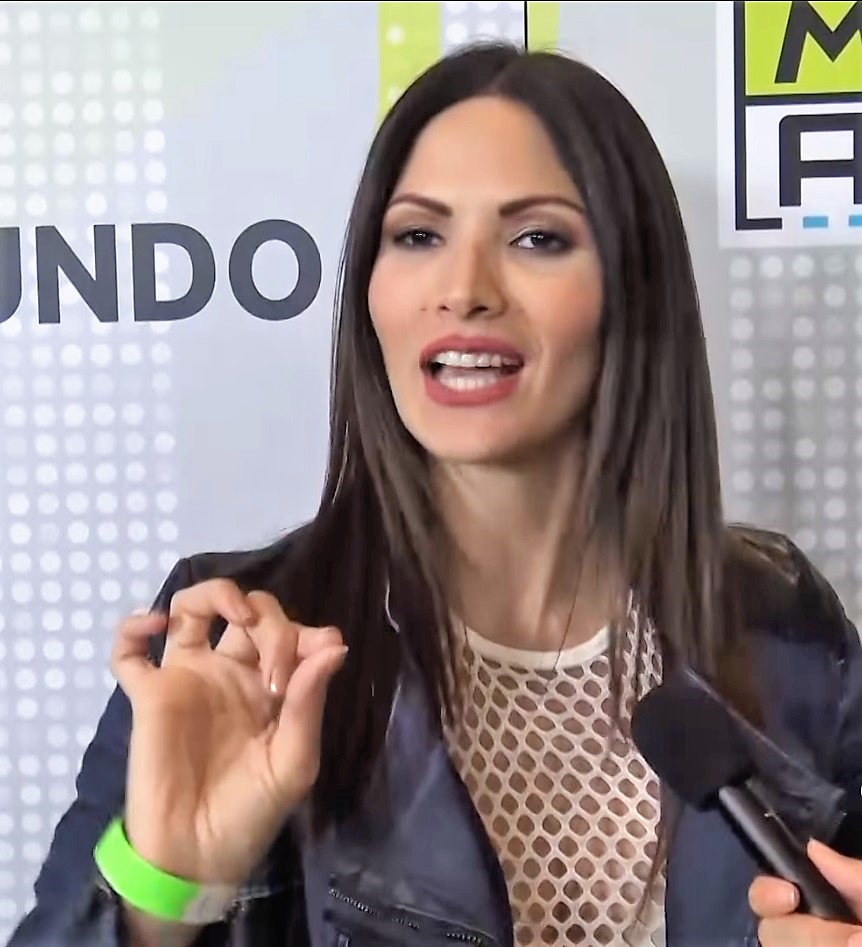

Cynthia Enid Olavarría Rivera (nascida em 28 de janeiro de 1982 em Santurce) é uma atriz porto-riquenha, modelo, apresentadora de TV e detentora de títulos de concurso de beleza. Ela venceu o Miss Universo Porto Rico 2005 e ficou em vice no Miss Universo 2005.

## Biografia

### Primeiros anos
Nascida no distrito de Santurce em San Juan, Porto Rico, Olavarría era uma criança expressiva e eloquente. Essas qualidades a fizeram embarcar nomundos os concursos de beleza, ados presentadores de TV e mdos odelos desde a adolescência. Aos 11 anos, ela ganhou seu primeiro concurso de beleza, "Miss Reina Infantil", e tornou-se a apresentadora do famoso game show infantil porto-riquenho Contra el Reloj con Pacheco.

### Estudos
Cynthia Olavarria frequentou o Colegio La Piedad, uma escola particular em Isla Verde, Porto Rico, onde foi aluna de honra e membro de muitas organizações escolares, incluindo a National Honor Society e o Student Council . Após terminar o ensino médio, ela se matriculou na Universidade de Porto Rico, Campus Río Piedras, onde conseguiu conciliar os estudos com a carreira de modelo. Em 2004, ela se formou magna cum laude em um bacharelado em Comunicação de Massa com concentração em Jornalismo e Relações Públicas.

### Carreira de modelo
Aos 16 anos, ela começou como modelo competindo no Elite Model Look Competition Puerto Rico, onde ficou em terceiro lugar. Isso serviu de trampolim para desenvolver uma longa e bem-sucedida carreira de modelo, alcançando mais de 20 capas de revistas e publicações na Indonésia, República Dominicana, Miami, Nova York e Porto Rico.
Muitos prêmios foram concedidos a ela por sua trajetória, incluindo dois prêmios de Melhor Modelo Feminino e um reconhecimento como Top Model porto-riquenha. Ela também recebeu o International Model Ambassador Award na Chicago Latino Fashion Week em 2007, e outro reconhecimento como Outstanding Model of the Year no Latin Pride National Awards.

### Concursos de beleza
A história de Olavarria com concursos começou aos 11 anos, quando ela ganhou seu primeiro concurso de beleza: Miss Reina Infantil. Quando ela completou 16 anos, ela competiu no Elite Model Look Puerto Rico.
Depois de se formar na faculdade, Olavarría pretendia fazer um mestrado em Relações Internacionais, além de começar uma carreira na Elite Model Management, foi então que decidiu mudar temporariamente seu caminho para participar do concurso Miss Puerto Rico Universe 2005, onde ganhou a coroa representando o município de Salinas em outubro de 2004.
Ela representou Porto Rico no concurso Miss Universo 2005, realizado em Bangkok, Tailândia, em maio de 2005, e se tornou a primeira e única porto-riquenha na história do Miss Universo a ficar em segundo lugar até 2019, quando Madison Anderson alcançou esse mesmo feito. A vencedora foi Natalie Glebova, do Canadá. Quando Glebova não pôde comparecer ao concurso Miss Indonésia 2007, em nome da Organização Miss Universo, por causa da proibição de viagens do Canadá à Indonésia, Olavarría compareceu oficialmente em seu lugar.
Durante seu reinado, ela fez muitas aparições em programas de televisão como Don Francisco Presenta, El Gordo y La Flaca, Despierta America, Cotorreando, Primer Impacto, Objetivo Fama, Premios Juventud e Premios Lo Nuestro .
Devido ao seu sucesso em concursos de beleza, ela foi convidada para ser jurada em vários concursos de beleza internacionais, além de apresentar alguns deles. Mais recentemente, ela foi jurada do concurso " Miss Universe Puerto Rico 2014 ".

### Carreira de atriz
Depois de terminar a graduação e voltar do Miss Universo, Olavarria começou a ter aulas de atuação com os atores Elia Enid Cadilla, Flor Nunez e Sebastian Ligarde e concluiu o programa de atuação de Hector Zavaleta, buscando também se tornar atriz. Sua estreia na televisão foi como protagonista de uma minissérie chamada Cuando el Universo Conspira em 2005. Mais tarde, ela fez sua estreia no teatro, interpretando um papel importante como uma princesa na peça infantil La Princesa de los Ojos Tristes. Em 2006, ela apareceu no videoclipe de Victor Manuelle e Sin Bandera intitulado Maldita Suerte. Em 2007, ela conseguiu o papel de protagonista na primeira telenovela online para o mercado hispânico, Mi Adorada Malena, produzida pela Univision e transmitida no site desta. Devido ao seu sucesso, foi posteriormente transmitido nacionalmente na rede televisiva.
Em julho de 2010, ela conseguiu o papel de Lucy Saldana na novela de suspense da Telemundo Alguien Te Mira. Ela interpreta uma massoterapeuta maluca que é obcecada por um de seus colegas de trabalho, por isso busca destruir o casamento dele, para que ele possa ser dela. Em dezembro de 2010, ela também interpretou o papel principal no videoclipe do novo single de Jencarlos Canela, intitulado Mi Corazon Insiste.
Em agosto de 2013, Cynthia ganhou o prêmio de atriz coadjuvante Prêmios Tu Mundo, por seu papel como a bondosa Diana Mercader na novela de suspense El Rostro De La Venganza.
Por mais que Cynthia tenha gostado de ganhar um Tu Mundo por interpretar um papel angelical/bondoso, ela também temia que o prêmio pudesse estigmatizá-la indefinidamente em tais tipos de personagens. No entanto, no início de novembro de 2014, a revista People en Español anunciou que a Telemundo Studios escalou Cynthia para um notável papel como vilã em "Tierra De Reyes", um remake da popular novela colombiana "Pasion De Gavilanes". Desta vez, ela estaria interpretando a diabólica Isadora Valverde, uma mulher perigosa e obsessiva que comanda um cartel de drogas e vive um triângulo amoroso entre os atores Fabian Rios e Aaron Diaz.

#### Televisão
Sua carreira de apresentadora começou cedo, quando ela se tornou a apresentadora do Contra el Reloj con Pacheco. Depois disso, ela fez várias aparições como apresentadora convidada em várias redes de televisão porto-riquenhas e em muitos eventos internacionais, principalmente concursos de beleza.
Nos Estados Unidos, já foi apresentadora dos Premios Juventud, Premios Lo Nuestro, Billboard Latin Music Awards e do Mexican Billboard Awards. Ela também atuou como apresentadora convidada em Despierta América, Escandalo TV e Al Rojo Vivo.
Em 2007, a Univision a recrutou para se tornar a treinadora de modelos oficial do reality show de sucesso Nuestra Belleza Latina, que foi ao ar na rede Univision. Lá, ela participou ativamente nessa posição por três anos (2007–2010), ao mesmo tempo, trabalhava para outras redes televisivas irmãs da Univision. Em fevereiro de 2010, ela passou a trabalhar na Galavision como correspondente de notícias e co-apresentadora do Acceso Maximo.
Cynthia também trabalhou para a rede televisiva rival da Univision, Telemundo, como apresentadora de Decisiones Puerto Rico, a adaptação porto-riquenha da série Decisiones da Telemundo. Em 2008, ela também apresentou um especial do Miss Universo intitulado Intimamente con Miss Universo para a Telemundo. O show de uma hora acompanha a Miss Universo 2008, Dayana Mendoza, após a conquista do título.
Em 2007 e 2008, ela se juntou ao cantor e ator mexicano Fernando Allende para apresentar o concurso Miss Mundo Porto Rico.
Recentemente, ela também foi a apresentadora temporária do Al Rojo Vivo da Telemundo em novembro de 2010, ao mesmo tempo que filmava a novela Alguien Te Mira. Ela também estrelou Mi Corazón Insiste… en Lola Volcán com Carmen Villalobos, Jencarlos Canela, Carlos Ferro e Ana Layesksa, onde interpreta Sofia Palacio. Em 2012 participou do El Rostro de la Venganza da Telemundo, com Elizabeth Gutiérrez, David Chocarro, Maritza Rodríguez e Saúl Lisazo ; pelo qual ganhou Mejor Actriz de Reparto (Melhor Atriz Coadjuvante) no Premios Tu Mundo.
No início de 2014, foi anunciado que Cynthia estrelará Top Chef Estrallas, uma versão latino-americana do reality show de culinária Top Chef, que irá ao ar na Telemundo, com estrelas competindo em nome de uma instituição de caridade.

## Presente
Sua vida passou diante de seus olhos no verão de 2018, depois que uma cobra a mordeu no meio de uma sessão de fotos em Miami. “Eles me disseram que o veneno não sairia do meu corpo em 12 meses… Achei que sairia mais cedo, mas piorou com os meses”, disse a Miss Universo Porto Rico 2005, soluçando. Os médicos disseram a ela “provavelmente você não será a mesma pessoa, terá que usar uma máquina na perna para poder andar.

## Filmografia
| Ano       | Título                             | Funções              | Notas                                                    |
| --------- | ---------------------------------- | -------------------- | -------------------------------------------------------- |
| 2005      | Miss Universo 2005                 | Ela mesma            | Programa de competição; Miss Porto Rico (vice-campeã)    |
| 2005      | Dom Francisco Presenta             | Ela mesma            | Programa de TV; função de convidada                      |
| 2007–2009 | Nuestra Belleza Latina             | Ela mesma            | Juiz Convidada; 22 episódios                             |
| 2007      | Mi adorada Malena                  | Malena               | Série de TV; papel principal, 6 episódios                |
| 2010–2011 | Alguien te mira                    | Lucia "Lucy" Saldaña | Série de TV; elenco principal, 88 episódios              |
| 2011      | Meu coração insiste em Lola Volcán | Sofía Palacios       | Série de TV; elenco principal, 111 episódios             |
| 2012–2013 | El rostro de la venganza           | Diana Mercader       | Série de TV; série regular                               |
| 2014      | Secreteando                        | Silvia               | Série de TV; episódio: "Hace tiempo que debí contártelo" |
| 2014–2015 | Terra de Reis                      | Isadora Valverde     | Série de TV; elenco principal, 114 episódios             |
| 2016      | Loki 7                             | Candy                | Filme                                                    |
| 2024      | La mujer de mi vida                | Annette Fontes       | Série de TV; série regular                               |

## Prêmios e indicações
| Ano  | Prêmio           | Categoria                   | Trabalhos nomeados       | Resultado |
| ---- | ---------------- | --------------------------- | ------------------------ | --------- |
| 2013 | Prêmios Tu Mundo | Melhor atriz coadjuvante    | El Rostro de la Venganza | Venceu    |
| 2015 | Prêmios Tu Mundo | A Melhor Garota Má - Novela | Terra de Reis            |           |